# Bulbophyllum lamelluliferum
Bulbophyllum lamelluliferum là một loài phong lan thuộc chi Bulbophyllum.